# Dangerous (Roxette-dal)
A Dangerous című dal a svéd Roxette pop-duó 5. és egyben utolsó kimásolt kislemeze a Look Sharp! című stúdióalbumról. A dal az amerikai Billboard listán a 3. Top10-es slágere volt, mely a Billboard Hot 100-as listára került fel. A dal 2. helyezés volt, megelőzte Janet Jackson "Escapade" című dala. Az Egyesült Királyságban a dal dupla A oldalas kislemezen jelent meg a Listen to Your Heart című dallal egy korongon.

## Videoklip
A dalhoz tartozó videót a Roxette koncerte alatt rögzítették a svédországi Ölandben, a Borgholm kastélyban 1989 júliusában. A klipet Doug Freel rendezte, ahol a klipben láthatóak a próba felvétele is.

## Megjelenések
Minden daltPer Gessle írt, kivéve a"Joy of a Toy" címűt, melyet Gessle Mats Perssonnal írt.
- 7"  Németország EMI 006-1363707 ·  Ausztrália EMI A-2358

1. "Dangerous" (7" Version) – 3:46
2. "Surrender" (Live) – 3:12

- 7"  Svédország EMI 1363417)

1. "Dangerous" (7" Version) – 3:46
2. "Surrender" (Live) – 3:12
3. "Neverending Love" (Live) – 3:20

- 12" Amerikai Egyesült Államok EMI US V-56159)

1. "Dangerous" (Power Mix - Long) – 7:02
2. "Dangerous" (Power Mix - Short) – 3:39
3. "Dangerous" (Dub) – 3:50
4. "I Could Never (Give You Up)" – 3:49

- CD Single  Svédország EMI 1363412)

1. "Dangerous" (7" Version) – 3:46
2. "Dangerous" (Waste Of Vinyl 12" Mix) – 6:26
3. "Surrender" (Live) – 3:12
4. "Neverending Love" (Live) – 3:20
5. "Joy of a Toy" (Live) – 4:10
6. "Sleeping Single" (Live) – 4:15

- CD Single  Egyesült Királyság -  Írország EMI CDEM149

1. "Listen to Your Heart" (Swedish Single Version) – 5:12
2. "Dangerous" – 3:46
3. "Listen to Your Heart" (U.S. Mix) – 4:53
4. "Dangerous" (U.S. Club Edit) – 3:46

## Slágerlista
| Slágerlista (1989–90)                 | Legjobb helyezések |
| ------------------------------------- | ------------------ |
| Ausztrália (ARIA)                     | 9                  |
| Ausztria (Ö3 Austria Top 40)          | 8                  |
| Belgium (Ultratop 50 Flanders)        | 21                 |
| Kanada Top Singles (RPM)              | 2                  |
| Németország (Media Control Charts)    | 8                  |
| Írország (IRMA)                       | 5                  |
| Italy (FIMI)                          | 26                 |
| Japan International (Oricon)          | 2                  |
| Hollandia (Top 40)                    | 17                 |
| Hollandia (Single Top 100)            | 12                 |
| Új-Zéland (Recorded Music NZ)         | 12                 |
| Poland Airplay (ZPAV)                 | 3                  |
| Spain (AFYVE)                         | 23                 |
| Svédország (Sverigetopplistan)        | 9                  |
| Svájc (Schweizer Hitparade)           | 10                 |
| Egyesült Királyság (UK Singles Chart) | 6                  |
| US Billboard Hot 100                  | 2                  |
| US Adult Contemporary (Billboard)     | 21                 |

| Slágerlista (1990)         | Helyezések |
| -------------------------- | ---------- |
| Australian Singles (ARIA)  | 39         |
| Canadian Singles (RPM)     | 33         |
| Dutch Singles (Top 100)    | 77         |
| German Singles (GfK)       | 50         |
| UK Singles (OCC)           | 84         |
| US Billboard Hot 100       | 34         |
| US Singles (Cashbox)       | 32         |
| US Radio Songs (Billboard) | 45         |
| US Pop Songs (Billboard)   | 63         |

## Minősítések
| Ország           | Minősítés | Eladások |
| ---------------- | --------- | -------- |
| Ausztrália ARIA  | arany     | 35.000   |
| Svédország (GLF) | arany     | 25.000   |

## Kiadások
| Régió                              | Dátum              | Források |
| ---------------------------------- | ------------------ | -------- |
| Svédország                         | 1989. május 10.    | [ 28 ]   |
| Németország                        | 1990. február 19.  | [ 28 ]   |
| Ausztrália                         | 1990. február 25.  | [ 28 ]   |
| Egyesült Királyság & Írország      | 1989. augusztus 4. | [ 28 ]   |
| Amerikai Egyesült Államok & Kanada | 1989. december 8.  | [ 28 ]   |